# Чейн-оф-Рокс (Міссурі)
Чейн-оф-Рокс (англ. Chain of Rocks) — селище (англ. village) в США, в окрузі Лінкольн штату Міссурі. Населення — 97 осіб (2020).

## Географія
Чейн-оф-Рокс розташований за координатами 38°54′54″ пн. ш. 90°48′8″ зх. д. / 38.91500° пн. ш. 90.80222° зх. д. (38.915006, -90.802289).  За даними Бюро перепису населення США в 2010 році селище мало площу 0,44 км², з яких 0,43 км² — суходіл та 0,01 км² — водойми.

## Демографія
Згідно з переписом 2010 року, у селищі мешкали 93 особи в 32 домогосподарствах у складі 26 родин. Густота населення становила 211 особа/км².  Було 39 помешкань (89/км²).
Расовий склад населення:
| - 100,0 % — білих |

До двох чи більше рас належало 0,0 %. Частка іспаномовних становила 0,0 % від усіх жителів.
За віковим діапазоном населення розподілялося таким чином: 30,1 % — особи молодші 18 років, 58,1 % — особи у віці 18—64 років, 11,8 % — особи у віці 65 років та старші. Медіана віку мешканця становила 39,3 року. На 100 осіб жіночої статі у селищі припадало 97,9 чоловіків;  на 100 жінок у віці від 18 років та старших — 109,7 чоловіків також старших 18 років.
Середній дохід на одне домашнє господарство  становив 74 750 доларів США (медіана — 71 250), а середній дохід на одну сім'ю — 74 553 долари (медіана — 70 833). За межею бідності перебувало 12,0 % осіб, у тому числі 17,5 % дітей у віці до 18 років та 0,0 % осіб у віці 65 років та старших.
Цивільне працевлаштоване населення становило 63 особи. Основні галузі зайнятості: будівництво — 31,7 %, науковці, спеціалісти, менеджери — 14,3 %, освіта, охорона здоров'я та соціальна допомога — 14,3 %.